# Евелін Кюннеке
Евелін Кюннеке (нім. Evelyn Künneke), уроджена Ева-Сюзанна Кюннеке (нім. Eva-Susanne Künneke, 15 грудня 1921, Берлін — 28 квітня 2001, Берлін) — німецька співачка, танцюристка та акторка. У колах сцени її називали останньою з покоління Лілі Марлен.

## Біографія
Евелін народилась в сім'ї композитора Едуарда Кюннеке і оперної співачки Катаріни Гарден. З дитячих років отримувала уроки балету, акторської гри та співу. Вона також працювала як фотомодель і навчилася танцювати чечітку в студії Едмонта Леслі.
У 1935 році вона здобула середню освіту в приватній школі в Берліні. Закінчивши навчання, вона стала другою сольною танцівницею в Берлінській державній опері, але викликала сенсацію, як танцівниця «Евелін Кінг» у берлінських кабаре та естрадних шоу.
У 1938 році, у віці сімнадцяти років, вона засновує власну студію танцю в Берліні разом з Горстом Маттісеном.
У 1939 році їх виступи були заборонені, після чого вона взяла псевдонім Евелін Кюннеке і розпочала кар'єру співачки. Вона працювала з відомими композиторами, такими як Пітер Ігельхгофф та Майкл Ярі. Перший великий успіх вона мала в 1941 році з піснею Sing, Nachtigall, sing (з фільму Auf Wiedersehn, Franziska), яку Вольфганг Борхерт назвав своєю улюбленою піснею. Далі була пісня Haben Sie schon mal im Dunkeln geküßt?, на яку впливав музичний стиль свінг.
Під час Другої світової війни вона часто виступала перед німецькими військовими. З 1942 по 1944 роки вона виступала на Східному фронті, а на початку 1944 року також на Західному фронті. У 1944 році її заарештували за дефетизм і в січні 1945 року відправили до в'язниці Берлін-Тегель. Її звільнили незадовго до кінця війни.
Після війни вона була успішною протягом декількох років як поп-співачка, спочатку з шоу оркестром Вальтера Дженсона в 1945 році в Гамбурзі. Її хіти включали Winke-winke, Allerdings — sprach die Sphinx (з оркестром Вольфа Гебба) та Egon.
У 1953 році вона гастролювала у США. Також у 1953 році вона записала пісню Herr Kapellmeister, bitte einen Tango, яка вважається одним з її найбільших успіхів. У хіт-параді журналу «Der Automatenmarkt» він досяг 5-го місця в травні 1954 року.
У 1958 році вона змагалася у німецькому відборі на конкурс пісні Євробачення", але програла. В кінці 1950-х і 1960-х років її співоча кар'єра пішла на спад.
У середині 1970-х Евелін Кюннеке повернулася як актриса, здебільшо знімаючись у режисера Райнера Вернера Фасбіндера та Рози фон Праунгайм .
У березні 1976 року Евелін Кюннеке записала сингл Ich bin Heinos Walküre, який з'явився на лейблі Telefunken. Він так і не потрапив до хіт-парадів, незважаючи на часте використання на різних радіостанціях. Кюннеке також випустила кілька альбомів, таких як Sensationell (1975), Evelyn II (1976) та Sing, Evelyn, sing! — Das Beste von Evelyn Künneke (1978)

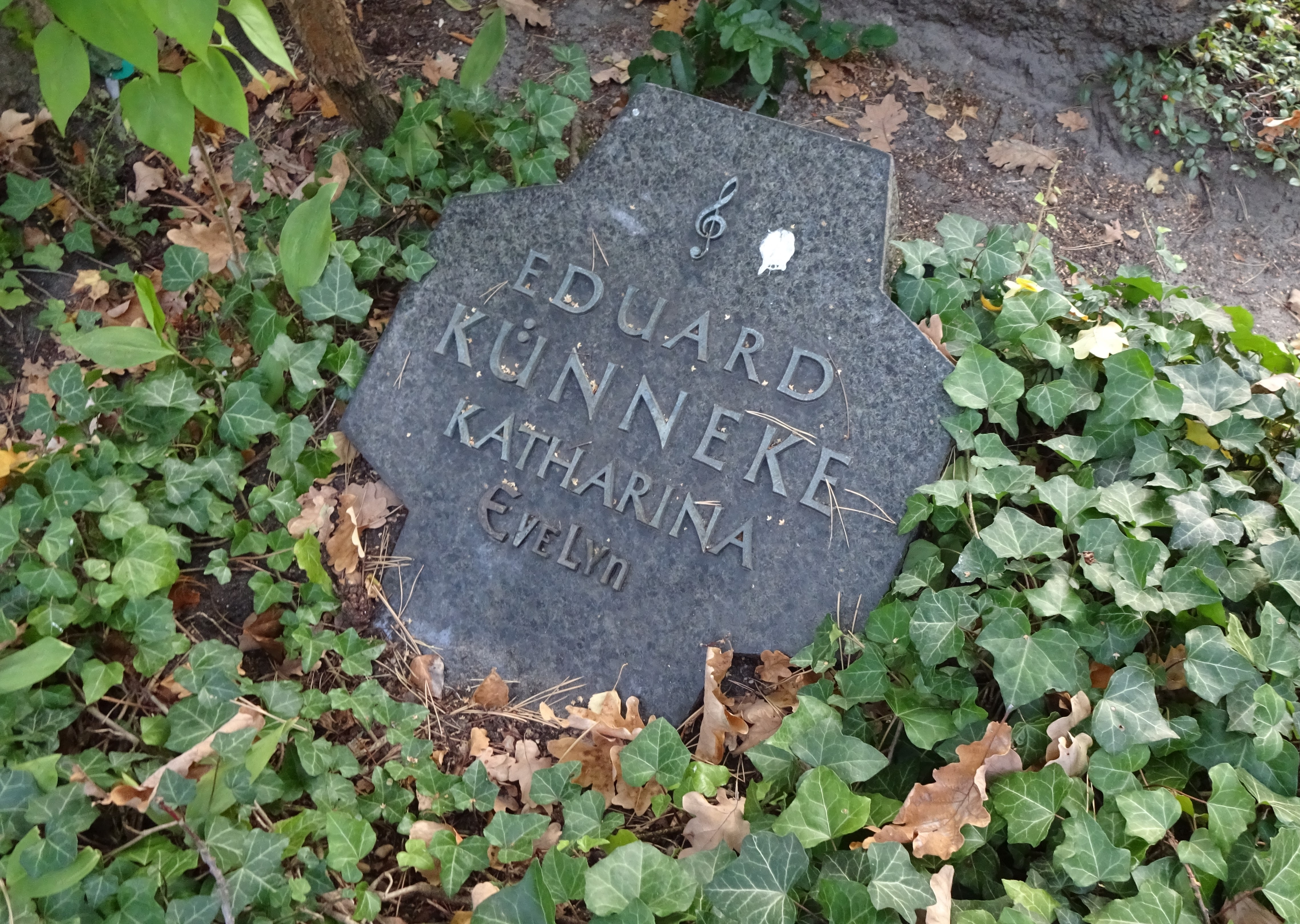
Евелін вшановують біля могильної плити її батьків на кладовищі Геерштрассе в Берлін-Вестенді.

Вона вперше вийшла заміж за англійця, батька її дочки. З 1963 по 1972 рік її другим чоловіком був Рейнгард Томанек, випускник ділового адміністрування. Третій її шлюб був укладений у 1979 році з її менеджером Дітером Хатдже.
Евелін Кюннеке померла 28 квітня 2001 року у віці 79 років у клініці в Берлін-Зелендорфі від раку легенів, діагностованого за два місяці до того. Вона похована на державному кладовищі Геерштрассе в Берлін-Вестенді, біля могили її батька Едуарда Кюннеке (місце могили: II-W7-61) без власного надгробку.

## Творчий доробок
| Сингли - 1941: Dieses Lied hat keinen Text - 1941: Sing, Nachtigall, sing - 1942: Haben Sie schon mal im Dunkeln geküßt? - 1942: Das Karussell - 1942: Hokuspokus - 1946: Drei kleine Geschichten - 1946: Ich freu’ mich schon auf Donnerstag - 1947: Es war eine Nacht in Venedig - 1948: Bauernrumba - 1948: O la la - 1949: Der blaue Montag - 1949: Oh ja – oh nein - 1949: Der schönste Mann vom Rio Grande - 1949: Was denkt sich bloß der Pavian? - 1949: Kinder, kauft euch einen Sonnenstich - 1949: Irgendwo, irgendwann - 1949: Das gibt es nur in Texas - 1949: Cuanto le gusta - 1949: Warum hat das Zebra Streifen? - 1949: Barbara, Barbara, komm mit mir nach Afrika - 1949: Allerdings – sprach die Sphinx - 1949: Schade, gestern warst du süß wie Schokolade - 1950: Winke-winke - 1950: Oh Juana - 1950: Es wär alles nicht so schwer - 1950: In Arizona und Arkansas - 1950: Ein kleiner Gernegroß - 1950: Von acht bis acht - 1950: Gehn Sie weg - 1951: Hab’n ’se nich ’nen Mann für mich? - 1951: Maja-Mambo - 1951: Fahr'n Sie nicht zum Nordpol - 1951: Tango-Max - 1952: Mäckie-Boogie - 1952: Ach Herr Kuhn - 1952: Hinz-und-Kunz-Boogie - 1952: Kleiner Zinnsoldat - 1953: Herr Kapellmeister, bitte einen Tango - 1953: Egon - 1954: Bongo-Boogie - 1955: Tick-Tack-Boogie - 1956: Hernando’s Hideaway - 1956: Boogie im Dreivierteltakt - 1956: Sehnsucht (Steamheat) - 1957: Der Mann mit dem Rock'n'Roll-Pullover - 1976: Ich bin Heinos Walküre - 1978: Das Lied von Hans Albers - 1978: Kikilala Hawaii - 1996: Hoppe, Hoppe Reiter (Eurodance-Techno-Lied) | Фільмографія - 1941: Auf Wiedersehn, Franziska - 1943: Karneval der Liebe - 1949: Märchen vom Glück / Traum vom Glück / Küß’ mich, Casanova - 1950: Die Dritte von rechts - 1951: Der Fünf-Minuten-Vater - 1951: Das unmögliche Mädchen - 1951: Die verschleierte Maja - 1952: Verlorene Melodie - 1952: Tanzende Sterne - 1954: Große Starparade (Cameoauftritt) - 1955: Ich war ein häßliches Mädchen - 1958: Meine Frau macht Musik - 1968: Straßenbekanntschaften auf St. Pauli - 1968: Der Partyphotograph - 1968: Gib mir Liebe - 1971: Dem Täter auf der Spur – Tod am Steuer (Fernsehserie) - 1973: Axel von Auersperg (Fernsehfilm) - 1974: Rosa von Praunheim zeigt (Kurzfilm) - 1974: Wie ein Vogel auf dem Draht (Fernsehshow) - 1974: Meine Sorgen möcht’ ich haben - 1974: Monolog eines Stars (Fernsehfilm) - 1974: Кулачне право свободи - 1974: 1 Berlin-Harlem - 1975: Berlinger - 1976: Ich bin ein Antistar (Fernsehfilm) - 1978: Flammende Herzen - 1978: Schöner Gigolo, armer Gigolo - 1978: Neues vom Antistar (Fernsehshow) - 1978: Heinz Erhardt: Noch ’ne Oper (Fernsehshow) - 1979: Grandison - 1979: Die Hamburger Krankheit - 1979: Meine schöne neue Welt (Fernsehfilm) - 1981: Ach, die Künneke (Fernsehshow) - 1983: Hanna von acht bis acht (Fernsehfilm) - 1995: A.S. – Der kleine Bruder (Fernsehserie) - 1995: Neurosia – 50 Jahre pervers - 1996: Kondom des Grauens - 1998: Hans Eppendorfer: Suche nach Leben - 2000: Ein lasterhaftes Pärchen (Fernsehfilm) - 2001: Ausziehn! - 2008: Abstürzende Brieftauben: Wir war´n die Tauben – 25 Jahre sind genug |

## Радіоп'єси
- 1980: Anthony J. Ingrassia: Fame — Berühmt — Regie: Götz Naleppa[de] (радіоспектакль — РІАС Berlin)